# Daniel Tremblay (artiste)
Pour l’article homonyme, voir Daniel Tremblay (journaliste).
Daniel Tremblay est un plasticien français, né le 7 mars 1950 à Sainte-Christine, mort le 9 avril 1985 aux Ponts-de-Cé (Maine-et-Loire).

## Parcours
Daniel Tremblay étudie au  Royal College of Art de Londres, section sculpture. Il est l'un des rares artistes français à participer au mouvement de la Nouvelle Sculpture anglaise. Il travaille avec des matériaux ordinaires comme le caoutchouc, la moquette, l'ardoise, et détourne, avec humour, les objets quotidiens. Son œuvre, pleine de poésie, insuffle une nouvelle vie à la trivialité des objets utilisés.
Ses œuvres sont présentes dans les collections du Centre Pompidou, du musée d'art moderne de la ville de Paris, du musée Guggenheim de New York, des musées de San Diego, Cologne, Stockholm...
Daniel Tremblay est mort en 1985, au volant de sa voiture.
Jack Lang a dit de lui : « Célébré à Paris, estimé et respecté à l'étranger, Daniel Tremblay gardait toujours intact son sens aigu de la poésie et de la dérision. Celui qui aimait les étoiles est parti trop tôt les rejoindre. »

## Œuvres
- Sans titre, 1981, ruban caoutchouté, agrafes métalliques et oiseau en plastique, diamètre 50 cm, épaisseur 28 cm, musée d'art de Toulon.
- Sans titre, 1982, installation : acrylique sur gazon synthétique, oie plastique, sellette en bois et formica, 218,5 × 200 × 40 cm, musée d'art de Toulon.
- L'Homme appelant la liberté(monument aux résistants et déportés, 1985, granit, La Roche-sur-Yon, jardin François-Mitterrand.
- Sans titre (deux profils et deux corbeaux), 1982, linoléum, perles et oiseaux en plastique, 60 × 150 cm, musée des beaux-arts d'Angers[2].